# Gaillard
Gaillard este o comună în departamentul Haute-Savoie din sud-estul Franței. În 2009 avea o populație de 11.144 de locuitori.

## Evoluția populației
| An        | 1975  | 1982  | 1990  | 1999  | 2006   | 2009   |
| --------- | ----- | ----- | ----- | ----- | ------ | ------ |
| Populație | 9.027 | 9.079 | 9.592 | 9.949 | 11.507 | 11.144 |